# Not-So-Rotten Ralph
Pour plus de détails, voir Fiche technique et Distribution.
Not-So-Rotten Ralph est un court métrage d'animation américain réalisé par John Clark Matthews et sorti en 1996.

## Fiche technique
- Titre original : Not-So-Rotten Ralph
- Réalisation : John Clark Matthews
- Scénario : John Clark Matthews
- Musique : John Clark Matthews
- Photographie :
- Montage : Michael Parks
- Décors :
- Costumes :
- Animation : Marc Hlavaty, Mark Bell, Todd Kurtzman, Niki Matthews, Scotty Meek et Michael Parks
- Production : John Clark Matthews
  - Producteur associé : Jack Gantos et Nicole Rubel
  - Producteur délégué : Giuliana Nicodemi
- Sociétés de production : Matthews Productions et Disney Channel
- Société de distribution : Italtoons Corporation
- Pays de production :  États-Unis
- Langue originale : anglais
- Format : couleur — 2,35:1
- Genre : Animation
- Durée : ?minutes
- Dates de sortie :
  - États-Unis : 1996

## Distribution
- Hal Rayle : Ralph
- Maggie Roswell : la maman
- Mae Whitman : Sarah
- Scotty Meek
- Pat Musick
- David Allen Morgan
- Corey Burton